# Camelia Potec
Camelia Alina Potec  (* 19. Februar 1982 in Brăila) ist eine ehemalige rumänische Schwimmerin und Olympiasiegerin.

## Werdegang
Potec begann im Alter von acht Jahren mit dem Schwimmsport. Die Leidenschaft für das Wasser erbte sie nach eigener Aussage von ihrem Vater Ion Ionescu, einem ehemaligen Segler, der sie auch trainiert. Ihr Heimatclub ist der Club Sportiv Municipal Braila.
1999 wurde Potec bei den Europameisterschaften Doppel-Europameisterin über 200 und 400 m Freistil. Bei den Schwimmeuropameisterschaften 2000 gewann sie Gold mit der rumänischen 4 × 200-m-Freistilstaffel.
Bei den Olympischen Sommerspielen 2000 in Sydney drang Potec bis in das Finale über 200 m Freistil vor und belegte dort am Ende Rang 7. Mit der rumänischen 4 × 200-m-Freistilstaffel errang sie hinter den USA, Australien und Deutschland den vierten Platz. In diesem Jahr wurde sie auch Gesamt-Zweite bei der hochkarätig besetzten Mare Nostrum-Meetingreihe.
Ihre sportliche Leistungen bestätigte sie bei den Schwimmweltmeisterschaften 2001 in Fukuoka. Dort gewann sie über 200 m Freistil die Bronzemedaille und belegte über 400 m Freistil Rang 6. 2004 wurde sie Europameisterin über 200 m Freistil.
Den größten Erfolg ihrer Karriere feierte Potec bei den Olympischen Sommerspielen 2004 in Athen. Über 200 m Freistil errang sie am 17. August 2004 überraschend die Goldmedaille. Potec war nur mit der siebtbesten Qualifikationszeit in das Finale gegangen, setzte sich aber am Ende mit 19 Hundertstel Vorsprung vor der Italienerin Federica Pellegrini durch. Im selben Jahr gewann sie auch die Mare-Nostrum-Meetingreihe vor ihrem Landsmann Răzvan Florea.
2008 gewann sie bei den Kurzbahnweltmeisterschaften über 400 m Freistil die Silbermedaille. Bei den Schwimmeuropameisterschaften im selben Jahr war sie Zweite über 200 m Freistil und Dritte über 400 und 800 m Freistil. Bei den Olympischen Sommerspielen 2008 in Peking wurde sie Vierte über 800 m Freistil, Fünfte über 200 m Freistil und Sechste über 400 m Freistil.
Bei den Schwimmweltmeisterschaften 2009 in Rom startete sie über die längeren Freistilstrecken und gewann über 1500 m die Bronzemedaille. Auch über 400 m (Platz 6) und 800 m (Platz 5) erreichte sie jeweils das Finale. 2012 nahm Potec in London an ihren vierten Olympischen Spielen teil, konnte sich aber für kein Finale qualifizieren.
2013 wurde Potec zur Vorsitzenden des Rumänischen Schwimmverbands gewählt. 2016 wurde sie außerdem Vize-Präsidentin des Rumänischen Olympischen Komitees.